# Calileptoneta cokendolpheri
Calileptoneta cokendolpheri is een spinnensoort in de taxonomische indeling van de Leptonetidae.
Het dier behoort tot het geslacht Calileptoneta. De wetenschappelijke naam van de soort werd voor het eerst geldig gepubliceerd in 2004 door Ledford.